# Pojezierze Brodnickie
Pojezierze Brodnickie (315.12) – mezoregion fizycznogeograficzny (pojezierze) położony w północno-wschodniej części województwa kujawsko-pomorskiego. Rozciąga się w dorzeczu Wisły i jej prawobrzeżnych dopływów: Skrwy, Drwęcy i Osy. Osią hydrograficzną obszaru jest Drwęca – najdłuższy prawobrzeżny dopływ dolnej Wisły. Największym miastem regionu jest Brodnica. Na administracyjnej mapie Polski, w przybliżeniu, od północy i wschodu graniczy z powiatem nowomiejskim i powiatem działdowskim (województwo warmińsko-mazurskie), od południowego wschodu z powiatem żuromińskim (województwo mazowieckie), od południa z powiatem rypińskim, od południowego zachodu z powiatem golubsko-dobrzyńskim, od zachodu z wąbrzeskim, a od północnego zachodu z grudziądzkim. 

## Turystyka
Pojezierze brodnickie to ponad sto jezior o powierzchni ponad 1 ha. Dominują tutaj jeziora rynnowe, a wiele z nich połączonych jest ciekami wodnymi. Największe zbiorniki wodne to jeziora Wielkie Partęczyny o powierzchni 324 ha oraz Trupel (278,4 ha). Region jest stosunkowo słabo zagospodarowany turystycznie.
Pojezierze nie sprzyja żeglarzom ze względu na relatywnie niewielką powierzchnię jezior oraz otaczające wzgórza i porośniętą wysokimi lasami linię brzegową (brak wiatru). Wiele jezior objętych jest zakazem używania silników spalinowych, ponadto łączą je rzeki Skarlanka (spiętrzona) i Drwęca, co sprawia, że region ten jest atrakcyjny do uprawiania turystyki kajakowej.
Na terenie pojezierza znajduje się Brodnicki Park Krajobrazowy z siedzibą w Grzmięcy. Wędrówki po parku umożliwiają szlaki turystyki pieszej, rowerowej, wodnej i konnej.
Na terenie parku znajdują się także zabytki kultury materialnej. Wśród nich są pozostałości grodzisk wczesnośredniowiecznych (okolice jeziora Strażym), oraz obiekty sakralne, obiekty tradycyjnego budownictwa wiejskiego z XVIII i XIX w. i zespoły pałacowo-dworskie Jabłonowo Pomorskie.

### Turystyczne Stowarzyszenie Pojezierza Brodnickiego
Turystyczne Stowarzyszenie Pojezierza Brodnickiego jest zrzeszeniem o celach niezarobkowych społeczności wiejskiej oraz osób świadczących usługi na rzecz rozwoju wsi i rolnictwa.

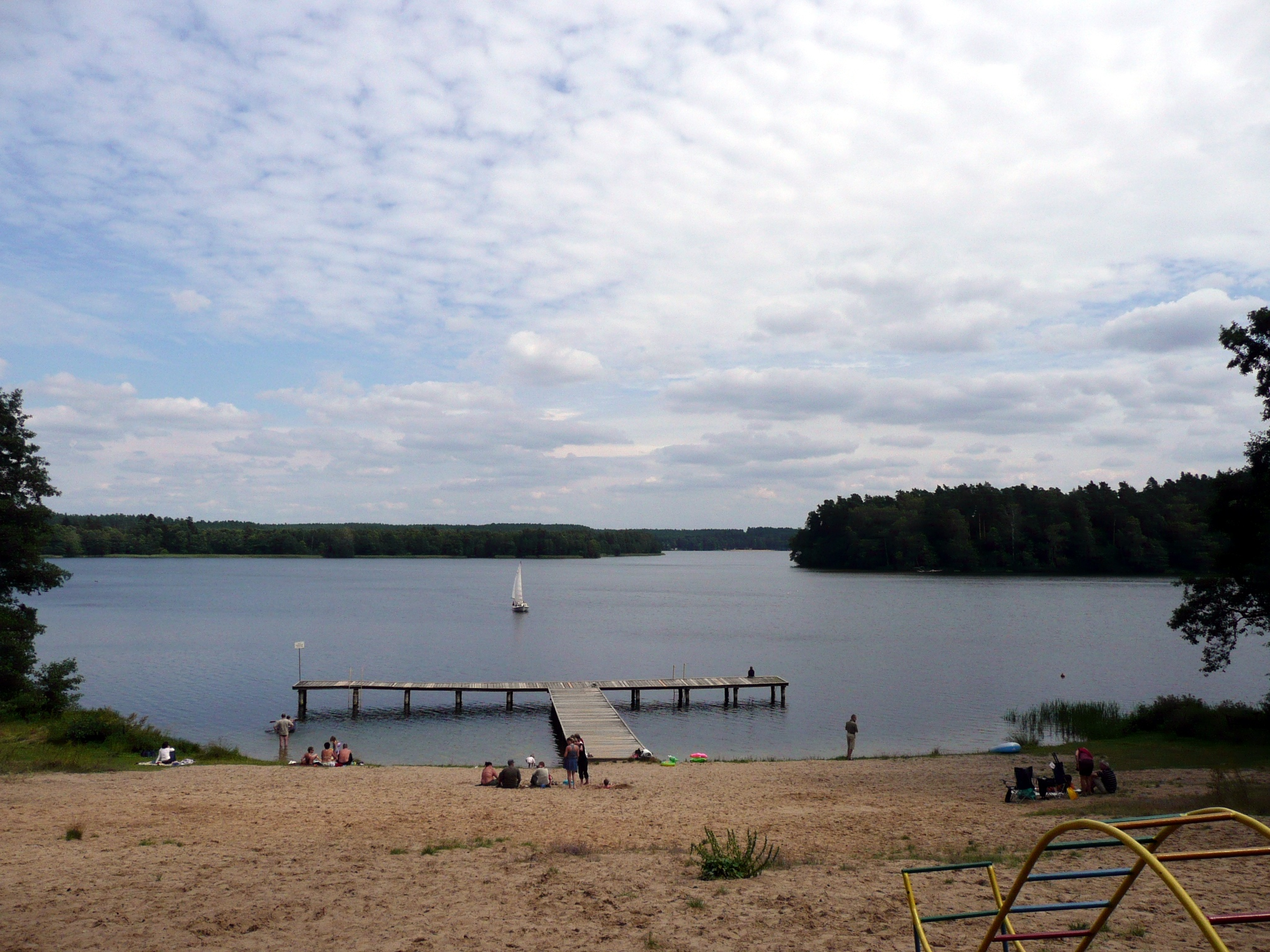
Jezioro Wielkie Partęczyny
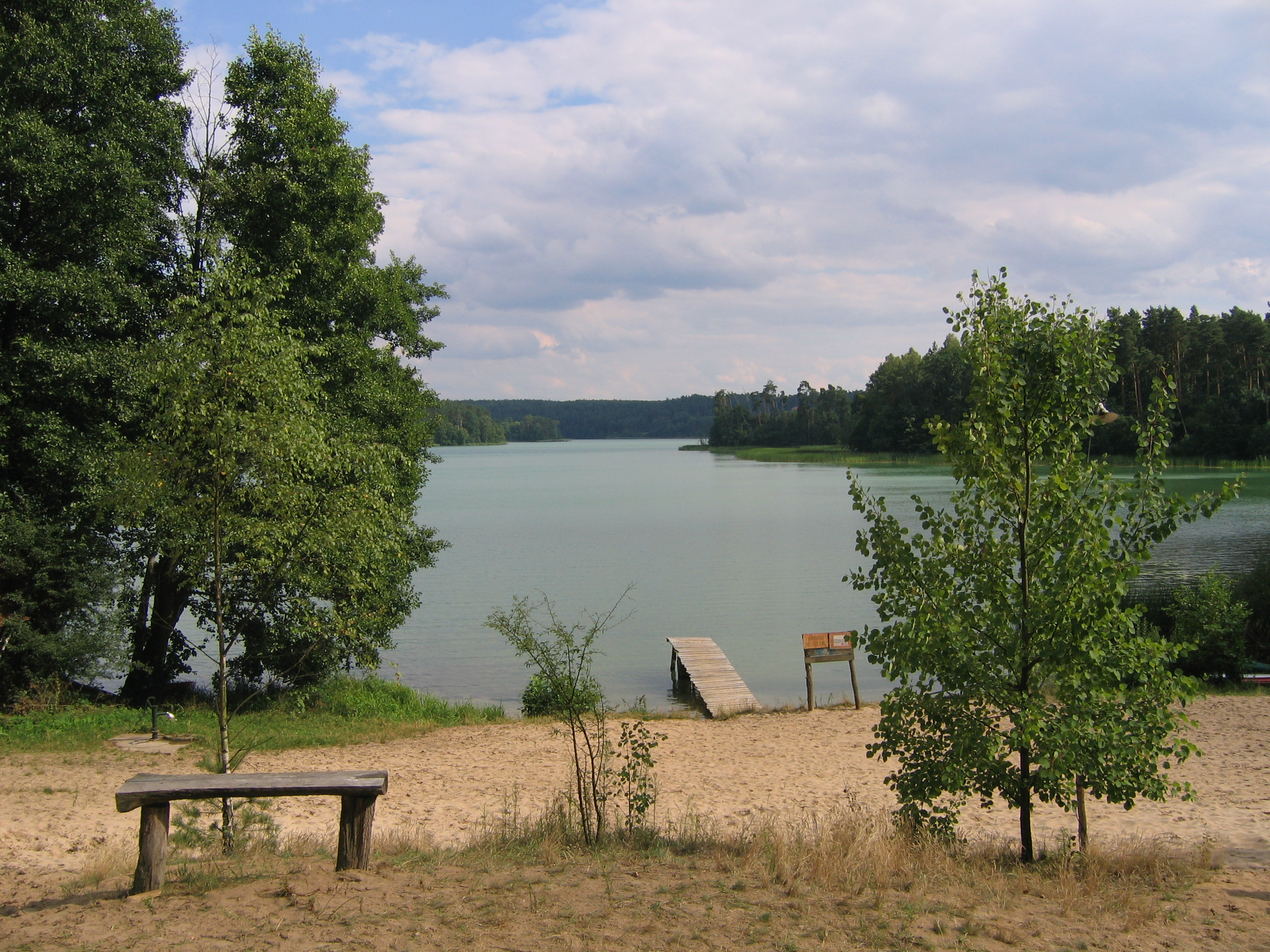
Jezioro Zbiczno
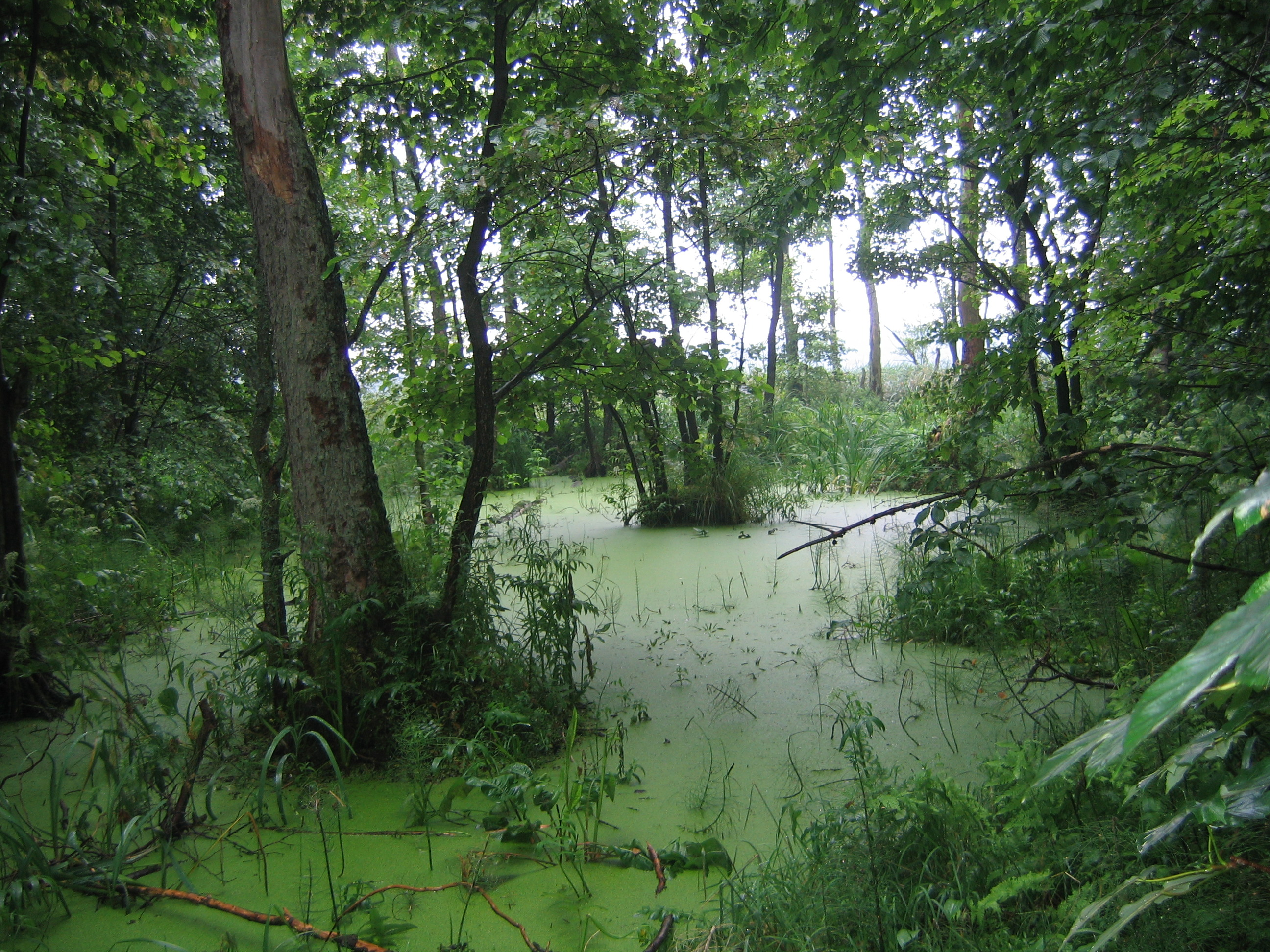
Jezioro Zbiczno
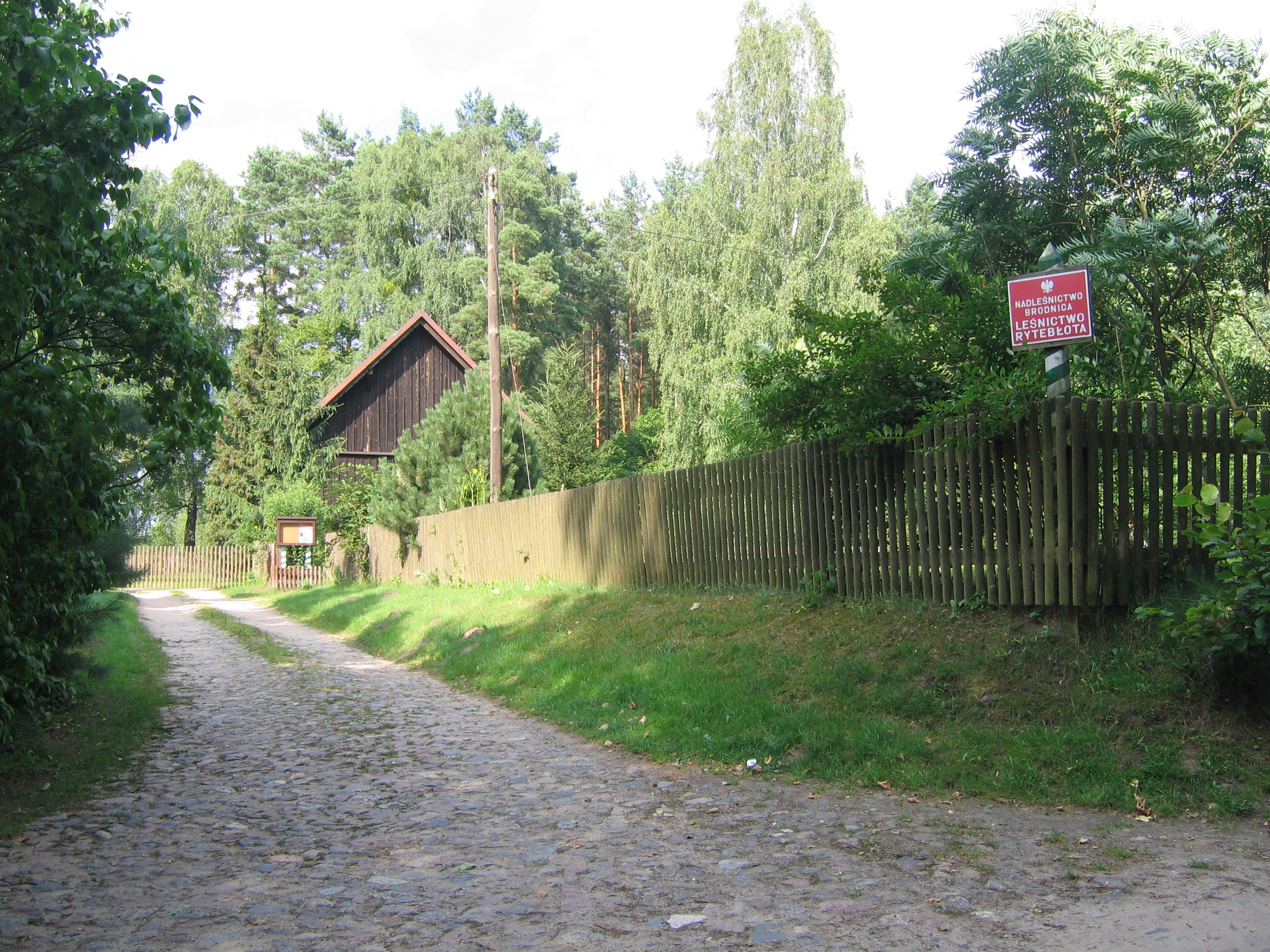
Rytebłota
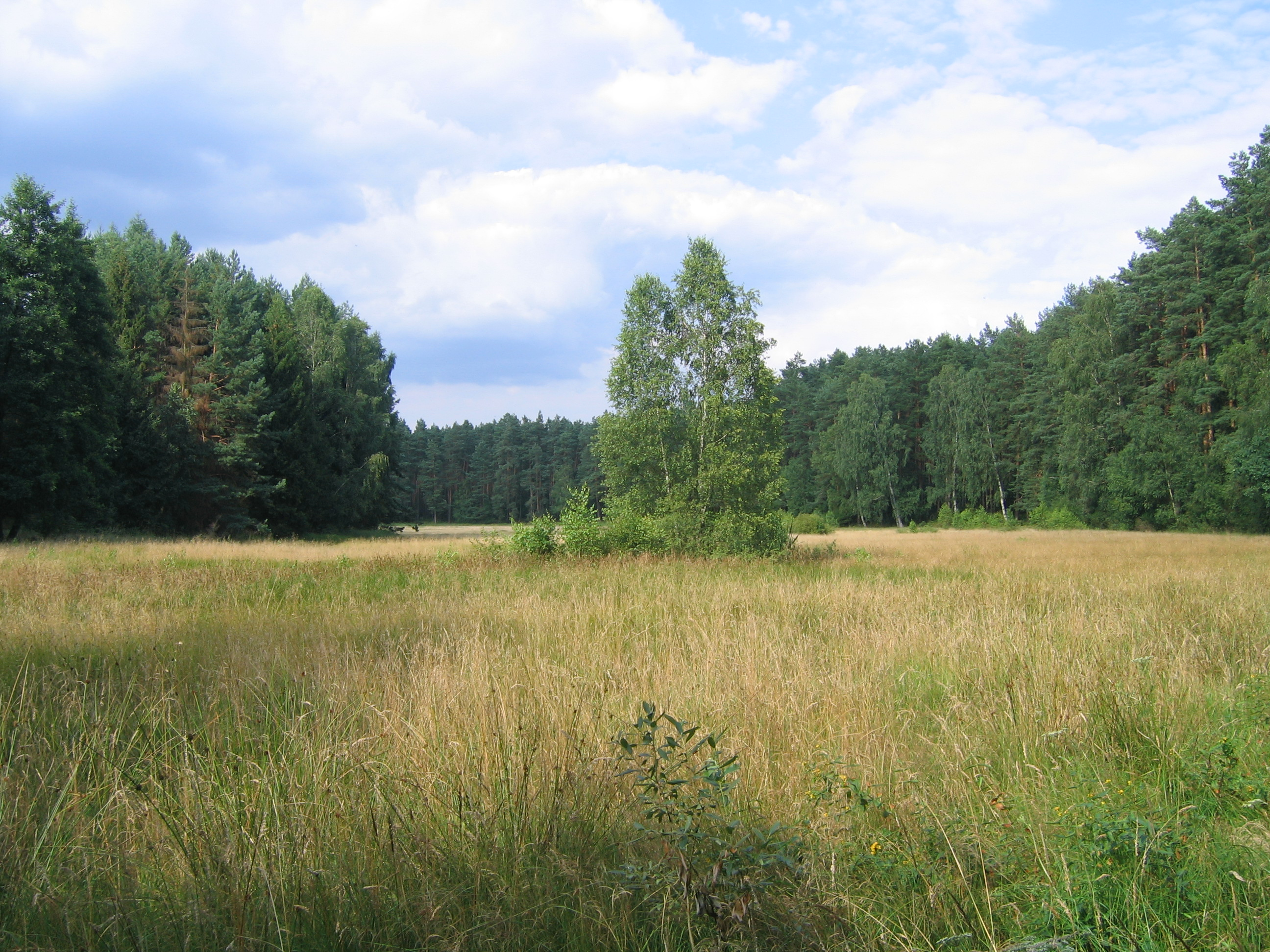
Brodnicki Park Krajobrazowy w rejonie jeziora Zbiczno i miejscowości Rytebłota